# Charles Forte

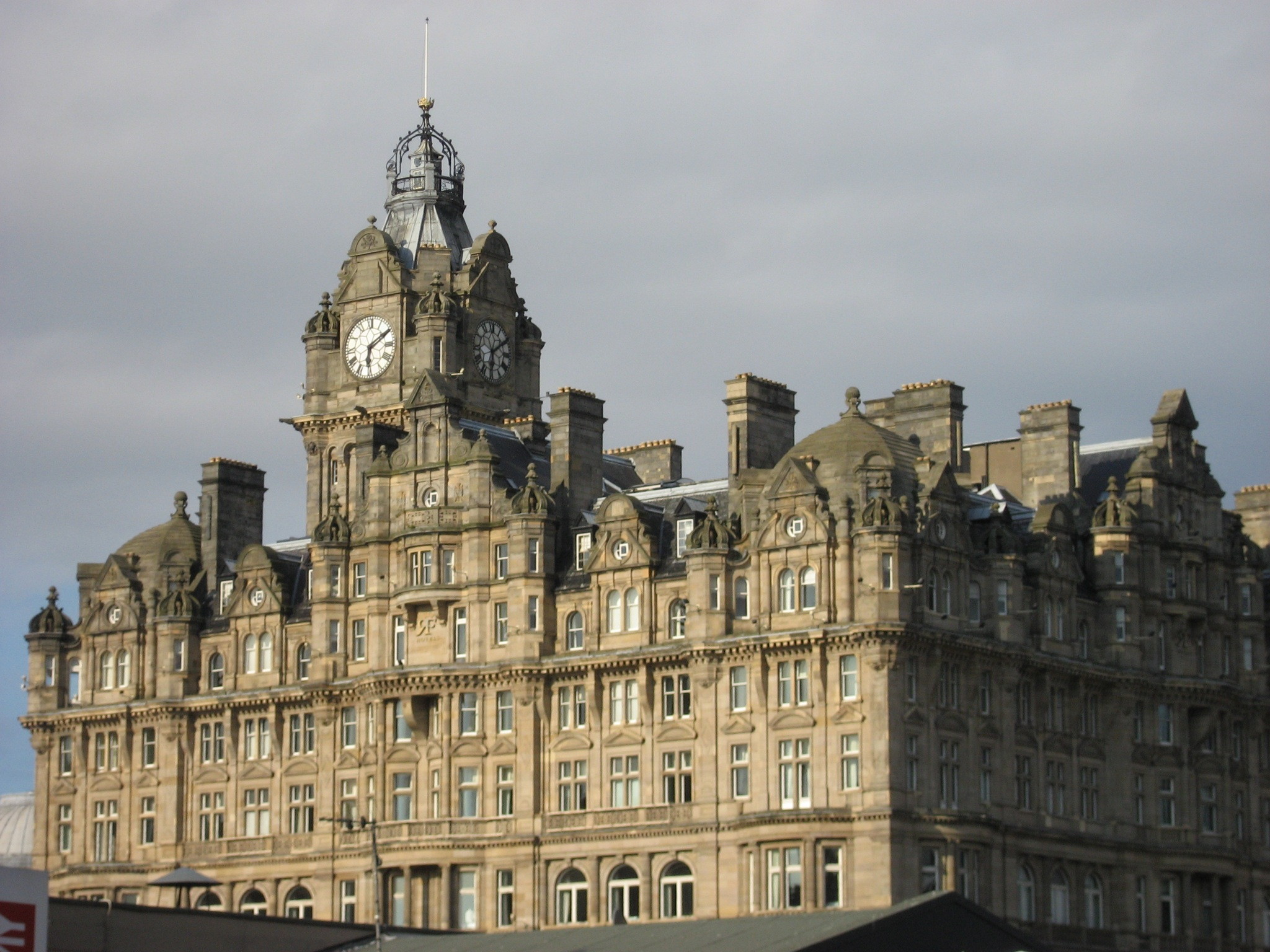
Balmoral Hotel es uno de los Grand-Hotels comprados por Charles Forte.

Charles Forte fue un empresario hotelero y magnate británico de origen italiano, (nacido el 26 de noviembre del 1908 y fallecido el 28 de febrero de 2007) propietario del Trust House Forte.

## Biografía
Nacido Carmine Forte el 26 de noviembre de 1908 en Monforte Casalticco, cerca de Roma, Italia, emigró a Escocia a la edad de cuatro años donde asistió a la academia Alloa y a la Universidad de San José, en Dumfries.
Charles Forte creó un imperio hotelero en las islas británicas.
En 1970 le otorgaron el rango de caballero. Fue premiado con una permanencia vitalicia en la nobleza desde 1982 como Barón Forte de Ripley en el contado de Surrey.
Falleció el 28 de febrero de 2007 a los 98 años en Londres.

## Grupo Forte
Charles Forte trabajó en una cadena de cafés propiedad de su padre, y a los 26 años montó una cafetería en 1935 llamado Strand Milk Bar Ltd. Rápidamente, empezó a expandirse en áreas como el cáterin y hotelería. Después de la guerra, su compañía se convirtió en Forte Holdings Ltd, y compró el Cafe Royal en 1954. 
Abrió la primera área de servicio completa para coches en una autopista en Newport Pagnell en 1959. Trust Houses Group Ltd y Forte Group se fusionaron en 1970 para convertirse en Trust House Forte o THF, los hoteles Crest, Forte Grand, Travelodge y Posthouse, así como el bodeguero Grierson-Blumenthal y una participación mayoritaria, aunque sin tener el control, del Hotel Savoy.
Mediante fusiones y expansiones, Forte expandió el Forte Group en un negoció de multi-billones de libras. Su imperio incluía las cadenas de restaurantes de carretera Little Chef y Happy Eaters.
Forte fue el gerente desde 1971 y presidente desde 1982, cuando su hijo Sir Rocco Forte asumió la gerencia. Happy Eater y los cinco áreas de servicio Welcome Break fueron vendidas en agosto de 1986. A finales de la década de 1990, la compañía cambió el nombre por Forte.
Lord Forte pasó el control total a su hijo, Rocco Forte, en 1993, pero pronto el grupo Forte se enfrentó a una opa hostil de la compañía Granada Ltd. Finalmente, Granada Ltd consiguió prosperar con una oferta de 3,9 billones de libras en enero del 1996, la cual dejó a la familia Forte cerca de 350 millones de libras en caja.